# Melilot
El melilot (Melilotus officinalis) és una mala herba però també hi ha varietats conreades com a farratgeres.

## Morfologia

M. officinalis a la Serra de Castelltallat, la majoria de les fulles estan menjades per insectes

Planta de la família abans coneguda com a lleguminoses i actualment com a fabàcies o Fabaceae. Pertany al gènere "Melilotus" el qual també té altres espècies com per exemple "Melilotus alba" planta molt similar però amb flors blanques. És una herba normalment biennal, de fins a 1,5 m. Fulles alternes trifoliades amb folíols obovats el·líptics de marge dentat. Flors en raïms de 30 a 70 flors cadascun, petites de 4 a 7 mm de longitud i de color groc. Fruit en llegum curt de 3 a 5 mm amb una o dues llavors. Floreix en un llarg període des de mitjan primavera fins a principi de la tardor

## Danys
És una mala herba invasora. Les seves arrels queden a terra i encara que només en quedi un tros propaguen la planta. En ser una mala herba tan vigorosa i alta sufoca el conreu i el fa desaparèixer. En el cas dels cereals pot impedir la recol·lecció, ja que les seves tiges continuen verdes i resistents a ser tallades quan el ceral ja està sec i llest per a ser collit.

## Control
En tractar-se d'una planta lleguminosa és sensible a molts herbicides. En ser una planta bianual el control efectiu pot necessitar actuar contra ella durant dues campanyes.

## Anticoagulant
Aquesta llegum és comunament coneguda per la seva olor dolça, que és causada per la presència de cumarina en els seus teixits. Cumarina, tot i que és responsable de l'olor dolça del fenc i herba acabada de segar, té un sabor amarg, i, com a tal, possiblement actua com un mitjà de la planta que desincentivar el consum dels animals Els fongs (incloent  Penicillium, Aspergillus, Fusarium ' ', i' 'Mucor' ') poden convertir la cumarina en dicumarol, un tòxic anticoagulant. En conseqüència, dicumarol es pot trobar en el melilot en descomposició, i va ser la causa de l'anomenada malaltia melilot, descrita per Frank Schofield en el bestiar en la dècada de 1920 i estudiada per Karl Paul Link i el seu equip en la dècada de 1940 descobrint la warfarina. Algunes varietats del melilotus (trèvol dolç) s'han desenvolupat amb baix contingut de cumarina i són més segurs per al farratge i ensitjat

## Distribució
Es troba en el Centre i sud d'Europa, Àsia i Nord d'Àfrica. Introduïda en altres regions (Amèrica del Nord, Austràlia, Nord d'Europa, etc.).
Com necessita unes terres amb bona fondària i un clima relativament humid aquesta espècie manca en les contrades més àrides i també les més fredes dels Països Catalans.

## Altres usos
- Cultivada per obtenir el glucòsid cumarina
- Planta conreada com farratgera en llocs amb clima humit i subhumit. És adaptable a molts diferents tipus de sòls i fins i tot els lleugerament salins. Les seves arrels fixen nitrogen.
- Com a planta medicinal se li atribueixen usos diürètics i per regular la circulació de la sang.